# Wereldbeker wielrennen
De Wereldbeker wielrennen voor mannen individueel werd ingesteld door de FICP (Fédération Internationale de Cyclisme Professionnel), het orgaan binnen de UCI dat instond voor de organisatie van wedstrijden voor beroepsrenners. De Wereldbeker bestond van 1989 tot en met 2004. Vanaf 2005 is de Wereldbeker vervangen door de UCI ProTour.

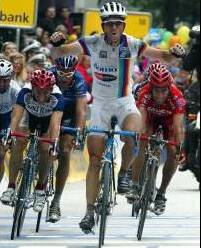
Johan Museeuw, hier winnaar van de HEW Cyclassics in 2002, in de WB-leiderstrui

In 1989 konden de wielrenners individueel punten verdienen in elf wielerklassiekers in acht landen, alle eendagswedstrijden in het voor- en naseizoen. Ook in 1993, 1995 en 1996 waren dit elf wedstrijden, in 1990, 1991 en 1992 twaalf en in 1994 en van 1997-2004 tien wedstrijden. Aan het eind van het seizoen werd een klassement opgemaakt. De leider in het tussenklassement was herkenbaar aan een speciale trui, in het eerste jaar een paars-groenetrui met sponsorschap van Perrier, in latere jaren onder andere een witte trui met gekleurde verticale strepen.
De zestien seizoenen van de wereldbeker telden 170 wedstrijden die individueel meetelden en de dagzeges werden door 89 renners behaald. De Belg Johan Museeuw behaalde met elf zeges de meeste overwinningen, gevolgd door de Duitser Erik Zabel met acht en de Italianen Michele Bartoli (7), Paolo Bettini (6) en Andrea Tafi (5). Vijf renners behaalden vier zeges, acht renners drie zeges, vijftien renners twee zeges en 59 renners een zege. Bettini was de enige renner die drie wereldbekerwedstrijden in een seizoen won, hij deed dit in 2003.
De eindzeges gingen naar elf renners. Bettini won drie edities (2002-2004), twee werden er gewonnen door de Italiaan Maurizio Fondriest (1991, 1993), Museeuw (1995, 1996) en Bartoli (1997, 1998). De overige zeven gingen achtereenvolgens naar de Ier Sean Kelly (1989), de Italiaan Gianni Bugno (1990), de Duitser Olaf Ludwig (1992), de Italiaan Gianluca Bortolami (1994), de tot Belg genaturaliseerde Moldaviër Andrei Tchmil (1999), Zabel (2000) en de Nederlander Erik Dekker (2001).
In 1961 werd er al een wereldbeker voor ploegen ingesteld, die in het begin over twaalf wedstrijden ging, drie in België, Frankrijk en Italië en drie in overige landen. In 1998 werd de wereldbeker voor vrouwen ingevoerd; voor beiden gold een ander puntenschema. De vrouwen reden ook andere wedstrijden.
Eerder zijn er klassementen over meerdere wedstrijden geweest: de Challenge Desgrange-Colombo en diens opvolger de Super Prestige Pernod. Beide klassementen werden opgemaakt over eendaagsen en etappewedstrijden.

## Samenstelling en puntentelling
Samenstelling
Negen wedstrijden stonden van 1989-2004 elke editie op de kalender;
 Milaan-San Remo
 Ronde van Vlaanderen
 Parijs-Roubaix
 Amstel Gold Race
 Luik-Bastenaken-Luik
 Clásica San Sebastián
 Kampioenschap van Zürich
 Parijs-Tours
 Ronde van Lombardije
Daarnaast maakten zes wedstrijden een of meerdere keren deel van de kalender;
 Wincanton Classic (inclusief Leeds- en Rochester Classic) (1989-1997)
 Grand Prix des Amériques (inclusief Grand Prix Téléglobe) (1989-1992)
 Grand Prix de Lunel, ITT (1990)
 Grote Landenprijs, ITT (1991-1993), in 1991 annex met  Trofeo Baracchi
 Rund um den Henninger-Turm (1995)
 HEW Cyclassics (1998-2004)
Aan de afsluitende tijdrit van 1990-1993 werden (in principe) alleen de renners met een dagoverwinning in de wereldbeker uitgenodigd, aangevuld met renners uit de top-10 van de wereldbeker en top-1o van de FICP-ranglijst. Bij afzeggingen werden door de organisatie alsnog andere renners uitgenodigd om deel te nemen.
Voor het ploegenklassement stond ook nog de Nederlandse koers Grand Prix de la Libération, die als ploegentijdrit werd verreden, op de kalender van 1989-1991.
Puntentelling indivdueel
| Rangnummer > | Rangnummer >        | 1   | 2  | 3  | 4  | 5  | 6  | 7  | 8  | 9  | 10 | 11 | 12 | 13 | 14 | 15 | 16 | 17 | 18 | 19 | 20 | 21 | 22 | 23 | 24 | 25 |
| ------------ | ------------------- | --- | -- | -- | -- | -- | -- | -- | -- | -- | -- | -- | -- | -- | -- | -- | -- | -- | -- | -- | -- | -- | -- | -- | -- | -- |
| Punten       | Editie 1989 (1-5)   | 12  | 9  | 8  | 7  | 6  | 5  | 4  | 3  | 2  | 1  |    |    |    |    |    |    |    |    |    |    |    |    |    |    |    |
| Punten       | Editie 1989 (6-9)   | 14  | 11 | 10 | 9  | 8  | 7  | 6  | 5  | 4  | 3  |    |    |    |    |    |    |    |    |    |    |    |    |    |    |    |
| Punten       | Editie 1989 (10-11) | 16  | 14 | 11 | 10 | 9  | 8  | 7  | 6  | 5  | 4  |    |    |    |    |    |    |    |    |    |    |    |    |    |    |    |
| Punten       | Editie 1990-1991    | 25  | 22 | 20 | 18 | 16 | 15 | 14 | 13 | 12 | 11 | 10 | 9  | 8  | 7  | 6  | 5  | 4  | 3  | 2  | 1  |    |    |    |    |    |
| Punten       | Editie 1992-1996    | 50  | 35 | 25 | 20 | 18 | 16 | 14 | 12 | 10 | 8  | 6  | 5  |    |    |    |    |    |    |    |    |    |    |    |    |    |
| Punten       | Editie 1997-2004    | 100 | 70 | 50 | 40 | 36 | 32 | 28 | 24 | 20 | 16 | 15 | 14 | 13 | 12 | 11 | 10 | 9  | 8  | 7  | 6  | 5  | 4  | 3  | 2  | 1  |

Om in aanmerking te komen voor het eindklassement moest een renner vanaf 1997 aan ten minste zes van de tien races hebben deelgenomen.
Puntentelling ploegen
Ook werd er een ranglijst voor de ploegen opgesteld. In elke wedstrijd werden de plaatsen van de eerste drie renners van elke ploeg bij elkaar opgeteld. Het team met het laagste totaal kreeg 12 punten in het ploegenklassement, het tweede team kreeg er negen, het derde team acht, enzovoort totdat het tiende team één punt kreeg.
Om in aanmerking te komen voor het eindklassement moest de ploeg vanaf 1997 aan acht van de tien wedstrijden hebben deelgenomen.

## Eindstanden

### 1989
| 1  | Sean Kelly          | 44 |
| 2  | Tony Rominger       | 32 |
| 3  | Rolf Sørensen       | 27 |
| 4  | Frans Maassen       | 23 |
| 5  | Steve Bauer         | 23 |
| 6  | Edwig Van Hooydonck | 20 |
| 7  | Herman Frison       | 19 |
| 8  | Charly Mottet       | 19 |
| 9  | Raúl Alcalá         | 19 |
| 10 | Sammie Moreels      | 19 |
| 11 | Marc Madiot         | 19 |

| Wedstrijden              | Winnaar             | Klassementsleider (punten)     |
| ------------------------ | ------------------- | ------------------------------ |
| Milaan-San Remo          | Laurent Fignon      | Fignon (12)                    |
| Ronde van Vlaanderen     | Edwig Van Hooydonck | Fignon (12) Van Hooydonck (12) |
| Parijs-Roubaix           | Jean-Marie Wampers  | Van Hooydonck (20)             |
| Luik-Bastenaken-Luik     | Sean Kelly          | Van Hooydonck (20)             |
| Amstel Gold Race         | Eric Van Lancker    | Van Hooydonck (20)             |
| Wincanton Classic        | Frans Maassen       | Kelly (28)                     |
| Grand Prix des Amériques | Jörg Müller         | Kelly (36)                     |
| Clásica San Sebastián    | Gerhard Zadrobilek  | Kelly (36)                     |
| Kampioenschap van Zürich | Steve Bauer         | Kelly (36)                     |
| Parijs-Tours             | Jelle Nijdam        | Kelly (44)                     |
| Ronde van Lombardije     | Tony Rominger       | Kelly (44)                     |

### 1990
| 1  | Gianni Bugno       | 133 |
| 2  | Rudy Dhaenens      | 99  |
| 3  | Sean Kelly         | 94  |
| 4  | Franco Ballerini   | 89  |
| 5  | Gilles Delion      | 82  |
| 6  | Claudio Chiappucci | 78  |
| 7  | Steve Bauer        | 68  |
| 8  | Thomas Wegmüller   | 67  |
| 9  | Rolf Sørensen      | 66  |
| 10 | Federico Echave    | 65  |
| 10 | Marino Lejarreta   | 65  |

| Wedstrijden              | Winnaar            | Klassementsleider (punten) |
| ------------------------ | ------------------ | -------------------------- |
| Milaan-San Remo          | Gianni Bugno       | Bugno (25)                 |
| Ronde van Vlaanderen     | Moreno Argentin    | Argentin (43)              |
| Parijs-Roubaix           | Eddy Planckaert    | Argentin (43)              |
| Luik-Bastenaken-Luik     | Eric Van Lancker   | Argentin (58)              |
| Amstel Gold Race         | Adrie van der Poel | Argentin (62)              |
| Wincanton Classic        | Gianni Bugno       | Bugno (86)                 |
| Clásica San Sebastián    | Miguel Indurain    | Bugno (86)                 |
| Kampioenschap van Zürich | Charly Mottet      | Bugno (102)                |
| Grand Prix des Amériques | Franco Ballerini   | Bugno (112)                |
| Parijs-Tours             | Rolf Sørensen      | Bugno (112)                |
| Ronde van Lombardije     | Gilles Delion      | Bugno (120)                |
| Grand Prix de Lunel, ITT | Erik Breukink      | Bugno (133)                |

### 1991
| 1  | Maurizio Fondriest  | 132 |
| 2  | Laurent Jalabert    | 121 |
| 3  | Rolf Sørensen       | 114 |
| 4  | Edwig Van Hooydonck | 94  |
| 5  | Johan Museeuw       | 82  |
| 6  | Marc Madiot         | 71  |
| 7  | Frans Maassen       | 70  |
| 8  | Eric Van Lancker    | 67  |
| 9  | Franco Ballerini    | 66  |
| 10 | Adrie van der Poel  | 57  |

| Wedstrijden                                               | Winnaar             | Klassementsleider (punten) |
| --------------------------------------------------------- | ------------------- | -------------------------- |
| Milaan-San Remo                                           | Claudio Chiappucci  | Chiappucci (25)            |
| Ronde van Vlaanderen                                      | Edwig Van Hooydonck | Sørensen (42)              |
| Parijs-Roubaix                                            | Marc Madiot         | Sørensen (42)              |
| Luik-Bastenaken-Luik                                      | Moreno Argentin     | Sørensen (62)              |
| Amstel Gold Race                                          | Frans Maassen       | Sørensen (68)              |
| Wincanton Classic                                         | Eric Van Lancker    | Sørensen (68)              |
| Clásica San Sebastián                                     | Gianni Bugno        | Fondriest (74)             |
| Kampioenschap van Zürich                                  | Johan Museeuw       | Fondriest (92)             |
| Grand Prix des Amériques                                  | Eric Van Lancker    | Fondriest (106)            |
| Parijs-Tours                                              | Johan Capiot        | Fondriest (106)            |
| Ronde van Lombardije                                      | Sean Kelly          | Fondriest (114)            |
| Trofeo Baracchi annex Grote Landenprijs, ITT (te Bergamo) | Tony Rominger       | Fondriest (132)            |

### 1992
| 1  | Olaf Ludwig             | 126 |
| 2  | Tony Rominger           | 103 |
| 3  | Davide Cassani          | 94  |
| 4  | Raúl Alcalá             | 92  |
| 5  | Laurent Jalabert        | 91  |
| 7  | Claudio Chiappucci      | 90  |
| 6  | Vjatsjeslav Jekimov     | 80  |
| 8  | Johan Museeuw           | 74  |
| 9  | Thomas Wegmüller        | 73  |
| 10 | Gilbert Duclos-Lassalle | 64  |

| Wedstrijden                       | Winnaar                 | Klassementsleider (punten) |
| --------------------------------- | ----------------------- | -------------------------- |
| Milaan-San Remo                   | Sean Kelly              | Kelly (50)                 |
| Ronde van Vlaanderen              | Jacky Durand            | Durand (50) Kelly (50)     |
| Parijs-Roubaix                    | Gilbert Duclos-Lassalle | Ludwig (51)                |
| Luik-Bastenaken-Luik              | Dirk De Wolf            | De Wolf (58)               |
| Amstel Gold Race                  | Olaf Ludwig             | Ludwig (101)               |
| Clásica San Sebastián             | Raúl Alcalá             | Ludwig (101)               |
| Wincanton Classic                 | Massimo Ghirotto        | Ludwig (101)               |
| Kampioenschap van Zürich          | Vjatsjeslav Jekimov     | Ludwig (101)               |
| Grand Prix Téléglobe              | Federico Echave         | Ludwig (101)               |
| Parijs-Tours                      | Hendrik Redant          | Ludwig (126)               |
| Ronde van Lombardije              | Tony Rominger           | Ludwig (126)               |
| Grote Landenprijs, ITT (te Palma) | Johan Bruyneel          | Ludwig (126)               |

### 1993
| 1  | Maurizio Fondriest  | 287 |
| 2  | Johan Museeuw       | 172 |
| 3  | Maximilian Sciandri | 114 |
| 4  | Alberto Volpi       | 100 |
| 5  | Claudio Chiappucci  | 100 |
| 6  | Giorgio Furlan      | 75  |
| 7  | Franco Ballerini    | 73  |
| 8  | Rolf Sørensen       | 68  |
| 9  | Jesper Skibby       | 61  |
| 10 | Charly Mottet       | 53  |

| Wedstrijden                                  | Winnaar                 | Klassementsleider (punten) |
| -------------------------------------------- | ----------------------- | -------------------------- |
| Milaan-San Remo                              | Maurizio Fondriest      | Fondriest (50)             |
| Ronde van Vlaanderen                         | Johan Museeuw           | Fondriest (62)             |
| Parijs-Roubaix                               | Gilbert Duclos-Lassalle | Museeuw (70)               |
| Luik-Bastenaken-Luik                         | Rolf Sørensen           | Fondriest (87)             |
| Amstel Gold Race                             | Rolf Järmann            | Fondriest (107)            |
| Clásica San Sebastián                        | Claudio Chiappucci      | Fondriest (119)            |
| Wincanton Classic                            | Alberto Volpi           | Fondriest (144)            |
| Kampioenschap van Zürich                     | Maurizio Fondriest      | Fondriest (194)            |
| Parijs-Tours                                 | Johan Museeuw           | Fondriest (229)            |
| Ronde van Lombardije                         | Pascal Richard          | Fondriest (235)            |
| Grote Landenprijs * (rond het Lac de Madine) | Armand de Las Cuevas    | Fondriest (249)            |

* Alleen Fondriest (7e), Museeuw (19e) en Volpi (20e) kregen in deze wedstrijd wereldbekerpunten toebedeeld, respectievelijk 50, 35 en 25.

### 1994
| 1  | Gianluca Bortolami   | 151 |
| 2  | Johan Museeuw        | 125 |
| 3  | Andrei Tchmil        | 115 |
| 4  | Claudio Chiappucci   | 89  |
| 5  | Giorgio Furlan       | 87  |
| 6  | Lance Armstrong      | 80  |
| 7  | Fabio Baldato        | 67  |
| 8  | Gianni Bugno         | 63  |
| 9  | Mario Cipollini      | 55  |
| 10 | Jevgeni Berzin       | 50  |
| 10 | Vladislav Bobrik     | 50  |
| 10 | Armand de Las Cuevas | 50  |
| 10 | Erik Zabel           | 50  |

| Wedstrijden                 | Winnaar              | Klassementsleider (punten) |
| --------------------------- | -------------------- | -------------------------- |
| Milaan-San Remo             | Giorgio Furlan       | Furlan (50)                |
| Ronde van Vlaanderen        | Gianni Bugno         | Bugno (50) Furlan (50)     |
| Parijs-Roubaix              | Andrei Tchmil        | Tchmil (85)                |
| Luik-Bastenaken-Luik        | Jevgeni Berzin       | Tchmil (91)                |
| Amstel Gold Race            | Johan Museeuw        | Tchmil (97)                |
| Clásica San Sebastián       | Armand de Las Cuevas | Tchmil (115)               |
| Leeds International Classic | Gianluca Bortolami   | Tchmil (115)               |
| Kampioenschap van Zürich    | Gianluca Bortolami   | Museeuw (125)              |
| Parijs-Tours                | Erik Zabel           | Bortolami (151)            |
| Ronde van Lombardije        | Vladislav Bobrik     | Bortolami (151)            |

### 1995
| 1  | Johan Museeuw       | 199 |
| 2  | Andrei Tchmil       | 114 |
| 3  | Laurent Jalabert    | 111 |
| 4  | Mauro Gianetti      | 106 |
| 5  | Michele Bartoli     | 100 |
| 6  | Fabio Baldato       | 91  |
| 7  | Gianni Bugno        | 88  |
| 8  | Maurizio Fondriest  | 87  |
| 9  | Maximilian Sciandri | 79  |
| 10 | Lance Armstrong     | 74  |

| Wedstrijden                 | Winnaar             | Klassementsleider (punten) |
| --------------------------- | ------------------- | -------------------------- |
| Milaan-San Remo             | Laurent Jalabert    | Jalabert (50)              |
| Ronde van Vlaanderen        | Johan Museeuw       | Museeuw (55)               |
| Parijs-Roubaix              | Franco Ballerini    | Museeuw (80)               |
| Luik-Bastenaken-Luik        | Mauro Gianetti      | Museeuw (80)               |
| Amstel Gold Race            | Mauro Gianetti      | Gianetti (100)             |
| Rund um den Henninger-Turm  | Francesco Frattini  | Museeuw (106)              |
| Leeds International Classic | Maximilian Sciandri | Museeuw (124)              |
| Clásica San Sebastián       | Lance Armstrong     | Museeuw (149)              |
| Kampioenschap van Zürich    | Johan Museeuw       | Museeuw (199)              |
| Parijs-Tours                | Nicola Minali       | Museeuw (199)              |
| Ronde van Lombardije        | Gianni Faresin      | Museeuw (199)              |

### 1996
| 1  | Johan Museeuw         | 162 |
| 2  | Andrea Ferrigato      | 126 |
| 3  | Michele Bartoli       | 124 |
| 4  | Andrea Tafi           | 107 |
| 5  | Stefano Zanini        | 88  |
| 6  | Mauro Gianetti        | 87  |
| 7  | Lance Armstrong       | 81  |
| 8  | Fabio Baldato         | 77  |
| 9  | Davide Rebellin       | 68  |
| 10 | Oleksandr Hontsjenkov | 67  |

| Wedstrijden                 | Winnaar          | Klassementsleider (punten) |
| --------------------------- | ---------------- | -------------------------- |
| Milaan-San Remo             | Gabriele Colombo | Colombo (50)               |
| Ronde van Vlaanderen        | Michele Bartoli  | Bartoli (55)               |
| Parijs-Roubaix              | Johan Museeuw    | Museeuw (87)               |
| Luik-Bastenaken-Luik        | Pascal Richard   | Museeuw (87)               |
| Amstel Gold Race            | Stefano Zanini   | Museeuw (112)              |
| Clásica San Sebastián       | Udo Bölts        | Museeuw (112)              |
| Leeds International Classic | Andrea Ferrigato | Museeuw (137)              |
| Kampioenschap van Zürich    | Andrea Ferrigato | Museeuw (162)              |
| Parijs-Tours                | Nicola Minali    | Museeuw (162)              |
| Ronde van Lombardije        | Andrea Tafi      | Museeuw (162)              |
| Japan Cup                   | Mauro Gianetti   | Museeuw (162)              |

### 1997
| 1  | Michele Bartoli     | 280 |
| 2  | Rolf Sørensen       | 275 |
| 3  | Andrea Tafi         | 240 |
| 4  | Davide Rebellin     | 238 |
| 5  | Laurent Jalabert    | 214 |
| 6  | Andrei Tchmil       | 212 |
| 7  | Maximilian Sciandri | 192 |
| 8  | Beat Zberg          | 140 |
| 9  | Alberto Elli        | 120 |
| 10 | Gianluca Bortolami  | 115 |

| Wedstrijden              | Winnaar          | Klassementsleider (punten)   |
| ------------------------ | ---------------- | ---------------------------- |
| Milaan-San Remo          | Erik Zabel       | Zabel (100)                  |
| Ronde van Vlaanderen     | Rolf Sørensen    | Sørensen (124)               |
| Parijs-Roubaix           | Frédéric Guesdon | Sørensen (156)               |
| Luik-Bastenaken-Luik     | Michele Bartoli  | Bartoli (164) Sørensen (164) |
| Amstel Gold Race         | Bjarne Riis      | Bartoli (196)                |
| Clásica San Sebastián    | Davide Rebellin  | Sørensen (212)               |
| Rochester Classic        | Andrea Tafi      | Sørensen (225)               |
| Kampioenschap van Zürich | Davide Rebellin  | Sørensen (275)               |
| Parijs-Tours             | Andrei Tchmil    | Sørensen (275)               |
| Ronde van Lombardije     | Laurent Jalabert | Bartoli (280)                |

### 1998
| 1 | Michele Bartoli     | 416   |
| 2 | Léon van Bon        | 190   |
| 3 | Andrea Tafi         | 166   |
| 4 | Stefano Zanini      | 163   |
| 5 | Michael Boogerd     | 146   |
| 6 | Andrei Tchmil       | 137   |
| 7 | Emmanuel Magnien    | 134   |
| 8 | Franco Ballerini    | 132   |
| 9 | Rolf Järmann        | 111   |
| 9 | Frank Vandenbroucke | 111 * |

| Wedstrijden              | Winnaar              | Klassementsleider (punten) |
| ------------------------ | -------------------- | -------------------------- |
| Milaan-San Remo          | Erik Zabel           | Zabel (100)                |
| Ronde van Vlaanderen     | Johan Museeuw        | Magnien (110) Zanini (110) |
| Parijs-Roubaix           | Franco Ballerini     | Ballerini (124)            |
| Luik-Bastenaken-Luik     | Michele Bartoli      | Bartoli (156)              |
| Amstel Gold Race         | Rolf Järmann         | Bartoli (206)              |
| Clásica San Sebastián    | Francesco Casagrande | Bartoli (206)              |
| HEW Cyclassics           | Léon van Bon         | Bartoli (276)              |
| Kampioenschap van Zürich | Michele Bartoli      | Bartoli (376)              |
| Parijs-Tours             | Jacky Durand         | Bartoli (376)              |
| Ronde van Lombardije     | Oscar Camenzind      | Bartoli (416)              |

* De Italiaan Francesco Casagrande (151 punten, 4x deelname) werd niet in de top-10 van de eindstand opgenomen vanwege te weinig deelnames.

### 1999
| 1  | Andrei Tchmil       | 299   |
| 2  | Michael Boogerd     | 238   |
| 3  | Frank Vandenbroucke | 214   |
| 4  | Peter Van Petegem   | 153   |
| 5  | Markus Zberg        | 145   |
| 6  | Johan Museeuw       | 138   |
| 7  | Paolo Bettini       | 137   |
| 8  | Zbigniew Spruch     | 131   |
| 9  | Léon van Bon        | 123   |
| 10 | Marc Wauters        | 107 * |

| Wedstrijden              | Winnaar              | Klassementsleider (punten)     |
| ------------------------ | -------------------- | ------------------------------ |
| Milaan-San Remo          | Andrei Tchmil        | Tchmil (100)                   |
| Ronde van Vlaanderen     | Peter Van Petegem    | Tchmil (128) Van Petegem (128) |
| Parijs-Roubaix           | Andrea Tafi          | Tchmil (152)                   |
| Luik-Bastenaken-Luik     | Frank Vandenbroucke  | Vandenbroucke (198)            |
| Amstel Gold Race         | Michael Boogerd      | Vandenbroucke (199)            |
| Clásica San Sebastián    | Francesco Casagrande | Tchmil (208)                   |
| HEW Cyclassics           | Mirko Celestino      | Tchmil (217)                   |
| Kampioenschap van Zürich | Grzegorz Gwiazdowski | Tchmil (267)                   |
| Parijs-Tours             | Marc Wauters         | Tchmil (287)                   |
| Ronde van Lombardije     | Mirko Celestino      | Tchmil (299)                   |

* De Italiaan Mirko Celestino (200 punten, 5x deelname) werd niet in de top-10 van de eindstand opgenomen vanwege te weinig deelnames.

### 2000
| 1  | Erik Zabel           | 347   |
| 2  | Andrei Tchmil        | 285   |
| 3  | Francesco Casagrande | 230   |
| 4  | Paolo Bettini        | 217   |
| 5  | Romāns Vainšteins    | 204   |
| 6  | Óscar Freire         | 164   |
| 7  | Davide Rebellin      | 164   |
| 8  | Fabio Baldato        | 145   |
| 9  | Zbigniew Spruch      | 144   |
| 10 | Peter Van Petegem    | 135 * |

| Wedstrijden              | Winnaar            | Klassementsleider (punten) |
| ------------------------ | ------------------ | -------------------------- |
| Milaan-San Remo          | Erik Zabel         | Zabel (100)                |
| Ronde van Vlaanderen     | Andrei Tchmil      | Zabel (140)                |
| Parijs-Roubaix           | Johan Museeuw      | Zabel (190)                |
| Luik-Bastenaken-Luik     | Paolo Bettini      | Zabel (190)                |
| Amstel Gold Race         | Erik Zabel         | Zabel (290)                |
| HEW Cyclassics           | Gabriele Missaglia | Zabel (330)                |
| Clásica San Sebastián    | Erik Dekker        | Zabel (330)                |
| Kampioenschap van Zürich | Laurent Dufaux     | Zabel (332)                |
| Parijs-Tours             | Andrea Tafi        | Zabel (347)                |
| Ronde van Lombardije     | Raimondas Rumšas   | Zabel (347)                |

* De Zwitser Laurent Dufaux (137 punten, 5x deelname) werd niet in de top-10 van de eindstand opgenomen vanwege te weinig deelnames.

### 2001
| 1  | Erik Dekker          | 331   |
| 2  | Erik Zabel           | 250   |
| 3  | Romāns Vainšteins    | 229   |
| 4  | Paolo Bettini        | 201   |
| 5  | Davide Rebellin      | 170   |
| 6  | Francesco Casagrande | 156   |
| 7  | Oscar Camenzind      | 141   |
| 8  | Gianluca Bortolami   | 130   |
| 9  | Johan Museeuw        | 116   |
| 10 | Michele Bartoli      | 101 * |

| Wedstrijden              | Winnaar            | Klassementsleider (punten)  |
| ------------------------ | ------------------ | --------------------------- |
| Milaan-San Remo          | Erik Zabel         | Zabel (100)                 |
| Ronde van Vlaanderen     | Gianluca Bortolami | Bortolami (100) Zabel (100) |
| Parijs-Roubaix           | Servais Knaven     | Vainšteins (116)            |
| Luik-Bastenaken-Luik     | Oscar Camenzind    | Vainšteins (116)            |
| Amstel Gold Race         | Erik Dekker        | Dekker (199)                |
| Clásica San Sebastián    | Laurent Jalabert   | Dekker (219)                |
| HEW Cyclassics           | Erik Zabel         | Dekker (269)                |
| Kampioenschap van Zürich | Paolo Bettini      | Dekker (305)                |
| Parijs-Tours             | Richard Virenque   | Dekker (318)                |
| Ronde van Lombardije     | Danilo Di Luca     | Dekker (331)                |

* De Fransman Richard Virenque (150 punten, 3x deelname) werd niet in de top-10 van de eindstand opgenomen vanwege te weinig deelnames. Dit gold ook voor de Nederlanders Michael Boogerd (106, 4x) en Servais Knaven (101, 4x) die ook een beter resultaat behaalden dan de nummer-10 van het eindklassement.

### 2002
| 1  | Paolo Bettini     | 279   |
| 2  | Johan Museeuw     | 270   |
| 3  | Michele Bartoli   | 242   |
| 4  | Igor Astarloa     | 183   |
| 5  | Davide Rebellin   | 179   |
| 6  | Dario Frigo       | 156   |
| 7  | George Hincapie   | 124   |
| 8  | Peter Van Petegem | 121   |
| 9  | Óscar Freire      | 111   |
| 10 | Jo Planckaert     | 107 * |

| Wedstrijden              | Winnaar          | Klassementsleider (punten) |
| ------------------------ | ---------------- | -------------------------- |
| Milaan-San Remo          | Mario Cipollini  | Cipollini (100)            |
| Ronde van Vlaanderen     | Andrea Tafi      | Cipollini (120)            |
| Parijs-Roubaix           | Johan Museeuw    | Museeuw (170)              |
| Luik-Bastenaken-Luik     | Paolo Bettini    | Museeuw (170)              |
| Amstel Gold Race         | Michele Bartoli  | Museeuw (170)              |
| HEW Cyclassics           | Johan Museeuw    | Museeuw (270)              |
| Clásica San Sebastián    | Laurent Jalabert | Museeuw (270)              |
| Kampioenschap van Zürich | Dario Frigo      | Bettini (272)              |
| Parijs-Tours             | Jakob Piil       | Bettini (279)              |
| Ronde van Lombardije     | Michele Bartoli  | Bettini (279)              |

* De Italiaan Mario Cipollini (120 punten, 3x deelname) werd niet in de top-10 van de eindstand opgenomen vanwege te weinig deelnames. Dit gold ook voor zijn landgenoot Andrea Tafi (109, 5x) punten) die ook meer punten behaalde dan de nummer-10 van het eindklassement.

### 2003
| 1  | Paolo Bettini        | 365   |
| 2  | Michael Boogerd      | 220   |
| 3  | Peter Van Petegem    | 219   |
| 4  | Davide Rebellin      | 187   |
| 5  | Erik Zabel           | 186   |
| 6  | Danilo Di Luca       | 140   |
| 7  | Mirko Celestino      | 139   |
| 8  | Daniele Nardello     | 124   |
| 9  | Michele Bartoli      | 124   |
| 10 | Francesco Casagrande | 123 * |

| Wedstrijden              | Winnaar              | Klassementsleider (punten)      |
| ------------------------ | -------------------- | ------------------------------- |
| Milaan-San Remo          | Paolo Bettini        | Bettini (100)                   |
| Ronde van Vlaanderen     | Peter Van Petegem    | Bettini (100) Van Petegem (100) |
| Parijs-Roubaix           | Peter Van Petegem    | Van Petegem (200)               |
| Amstel Gold Race         | Aleksandr Vinokoerov | Van Petegem (200)               |
| Luik-Bastenaken-Luik     | Tyler Hamilton       | Van Petegem (200)               |
| HEW Cyclassics           | Paolo Bettini        | Van Petegem (203)               |
| Clásica San Sebastián    | Paolo Bettini        | Bettini (300)                   |
| Kampioenschap van Zürich | Daniele Nardello     | Bettini (350)                   |
| Parijs-Tours             | Erik Zabel           | Bettini (365)                   |
| Ronde van Lombardije     | Michele Bartoli      | Bettini (365)                   |

* De Australiër Stuart O'Grady (124 punten, 5x deelname) werd niet in de top-10 van de eindstand opgenomen vanwege te weinig deelnames.

### 2004
| 1  | Paolo Bettini       | 340  |
| 2  | Davide Rebellin     | 327  |
| 3  | Óscar Freire        | 252  |
| 4  | Erik Dekker         | 251  |
| 5  | Juan Antonio Flecha | 140  |
| 6  | Steffen Wesemann    | 131  |
| 7  | Peter Van Petegem   | 105  |
| 8  | Igor Astarloa       | 96   |
| 9  | Mirko Celestino     | 72   |
| 10 | Léon van Bon        | 68 * |

| Wedstrijden              | Winnaar             | Klassementsleider (punten) |
| ------------------------ | ------------------- | -------------------------- |
| Milaan-San Remo          | Óscar Freire        | Freire (100)               |
| Ronde van Vlaanderen     | Steffen Wesemann    | Freire (103)               |
| Parijs-Roubaix           | Magnus Bäckstedt    | Wesemann (110)             |
| Amstel Gold Race         | Davide Rebellin     | Wesemann (116)             |
| Luik-Bastenaken-Luik     | Davide Rebellin     | Rebellin (200)             |
| HEW Cyclassics           | Stuart O'Grady      | Rebellin (232)             |
| Clásica San Sebastián    | Miguel Ángel Martín | Rebellin (282)             |
| Kampioenschap van Zürich | Juan Antonio Flecha | Rebellin (314)             |
| Parijs-Tours             | Erik Dekker         | Bettini (340)              |
| Ronde van Lombardije     | Damiano Cunego      | Bettini (340)              |

* De Nederlander Michael Boogerd (216 punten, 5x deelname), de Australiër Stuart O'Grady (186, 4x), de Spanjaard Miguel Ángel Martín (120, 3x) en de Duitser Erik Zabel (108, 5x) werden niet in de top-10 van de eindstand opgenomen vanwege te weinig deelnames. Dit gold ook voor de Italiaan Damiano Cunego (105, 2x), de Zweed Magnus Bäckstedt (100, 4x), de Duitser Matthias Kessler (96, 5x), de Amerikaan George Hincapie (77, 5x), de Duitser Danilo Hondo (72, 4x) en de Nederlander Tristan Hoffman (70, 4x) die ook meer punten behaalden dan de nummer-10 van het eindklassement.